# 山口元男
山口 元男（やまぐち もとお　1930年6月14日 - 2001年11月21日）は日本のヴァイオリニスト。小野アンナ等に師事し、武蔵野音楽大学の講師を務めた。

## 経歴
1930年(昭和5年)　6月14日に琴古流尺八竹盟社宗家山口四郎の四男として本郷西方町に生まれる。
1947年(昭和22年)　武蔵野音楽学校予科入学。篠崎博嗣に師事。
1949年(昭和24年)　武蔵野音楽学校が音楽大学に移行。小野アンナに師事。
1954年(昭和29年)　同校を首席で卒業。このころよりNHKテレビ・ラジオへ出演し、演奏活動を行う。
1955年(昭和30年)　高安貞好と結婚。
1965年(昭和40年)　母校、武蔵野音楽大学の講師となる。
1968年(昭和43年)　ISME(国際音楽教育会議)にて「現代日本における邦楽器の能力の拡大」を発表。
1970年(昭和45年)　武蔵野音楽大学付属幼稚園にてヴァイオリンの集団指導を行う。
1971年(昭和46年)　ドイツのハンブルクへ留学。ウィルフレッド・ハンケ、ヘンリー・ホルストに師事。
　　　　　　　　　  保育学会にて「幼稚園における保育の一環としてのヴァイオリン集団指導教育の試み」を発表。
　　　　　　　　　  音楽之友社発行の「レッスンの友」にハンブルク便りを寄稿。
1972年(昭和47年)　長野県佐久市の貞祥寺にて門下生を伴った演奏合宿を始める。
1973年(昭和48年)　長野県佐久市にてサマーコンサートを始める。
1977年(昭和52年)　伊豆逓信病院で自閉症児に出会い、音楽による発達障害児の治療教育を考える。
1980年(昭和55年)　日本弦楽指導者協会理事長に就任。
1981年(昭和56年)　伊豆逓信病院小児リハビリテーション科講師を務める。
1983年(昭和58年)　小児精神神経学会にて「学習障害児の音とリズムの障害」を発表。